# 平群町立平群南小学校
平群町立平群南小学校（へぐりちょうりつへぐりみなみしょうがっこう）は、奈良県生駒郡平群町椿井にある公立小学校。

## 概要
学校の敷地内を公道が横切るため、土日、祝日、学校休みの日は門が施錠してないので自由に通り抜けが出来て運動場の遊具で遊ぶこともできる。
地域の人たちに公園として校庭を開放。
校庭で飲食も可能。※飲酒喫煙は禁止。火気持ち込み禁止。

## 沿革
- 1983年（昭和58年）- 平群東小学校の校区を分離し、平群南小学校を新設[2]。

## 交通アクセス
- 近畿日本鉄道 竜田川駅（近鉄生駒線）から徒歩15分[3]

## 通学区域が隣接している学校
- 平群町立平群小学校
- 斑鳩町立斑鳩東小学校
- 斑鳩町立斑鳩小学校
- 三郷町立三郷北小学校
- 三郷町立三郷小学校